# کریزوبالاناسه
کریزوبالاناسه (نام علمی: Chrysobalanaceae) نام یک تیره از راسته مالپیگی‌سانان است.